# Heeresmunitionsanstalt Zeithain

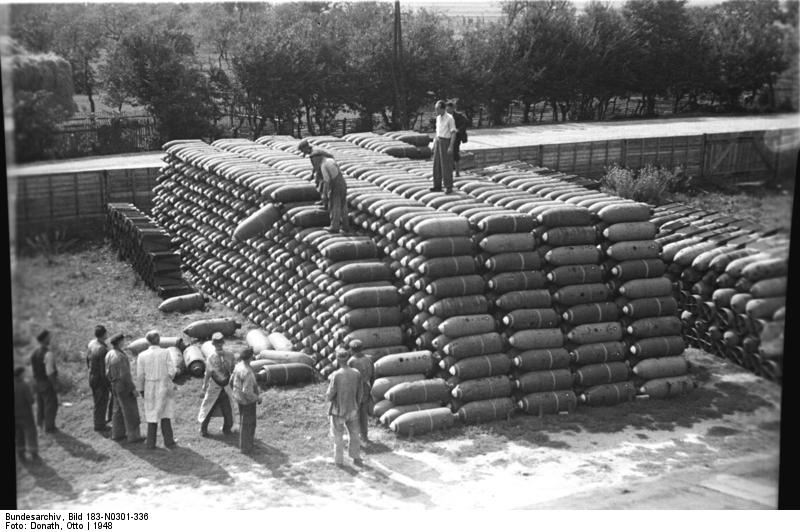
Verwertung vom Munitionsteilen

Die Heeresmunitionsanstalt Zeithain war eine Munitionsanstalt (MUNA) nördlich von Zeithain in Sachsen.

## Lage
Das ursprünglich über 40 Hektar umfassende Areal liegt zwei Kilometer nördlich von Zeithain im Ortsteil Gohlis. Unmittelbar westlich verläuft die Bahnstrecke Riesa–Falkenberg, von der Abzweigegleise auch die MUNA erschlossen.

## Geschichte

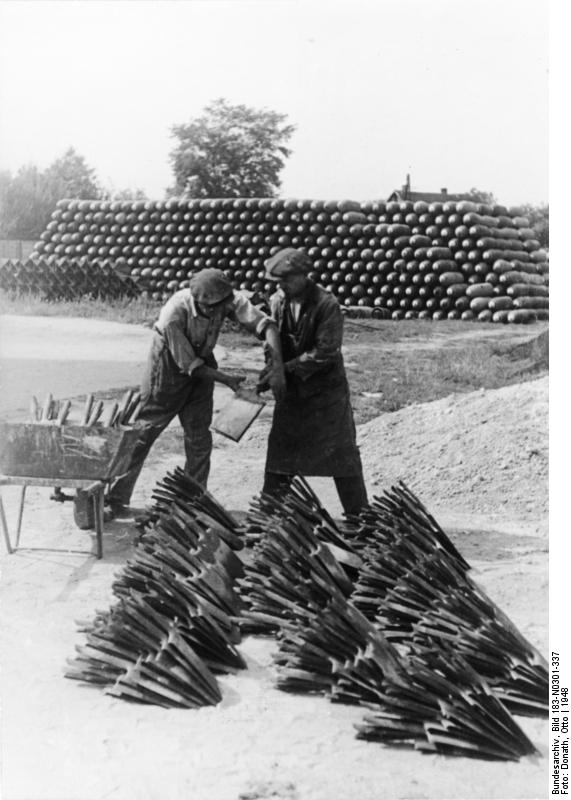
Umarbeitung von Munitionsresten (1948)

Bereits im 16. Jahrhundert wurde das Gebiet um Zeithain aufgrund seiner strategisch günstigen Lage an der Elbe militärisch genutzt. Nachdem es um 1850 auch mit einer Bahnlinie erschlossen war, entstand um 1870 zunächst ein Truppenübungsplatz nördlich des Geländes.
Die Munitionsanstalt wurde ab 1913 etwas südöstlich ihres heutigen Standortes gebaut und verfügte über einen eigenen Bahnanschluss. Die Inbetriebnahme erfolgte jedoch erst 1916. Zum Ende des Ersten Weltkrieges kam noch ein Lazarett hinzu.
Im Zuge der Aufrüstung in der Zeit des Nationalsozialismus baute die Wehrmacht die Anlage ab 1937 aus. Die Indienststellung fand am 25. August 1939 statt, unmittelbar vor dem Beginn des Zweiten Weltkrieges. Zunächst waren ausschließlich Deutsche in dem kriegswichtigen Betrieb beschäftigt, der zum Wehrkreis IV (Dresden) gehörte. Ab 1941 wurden für die Arbeiten vermehrt auch sowjetische Kriegsgefangene aus dem einen Kilometer östlich gelegenen Stalag IV H zur Zwangsarbeit herangezogen. An die Opfer dieser Zeit erinnert die nahe gelegene Gedenkstätte Ehrenhain Zeithain.
Ständige Kapazitätsengpässe und strategische Erwägungen führten dazu, dass nur wenige Kilometer westlich 1943 zusätzlich die Heeresmunitionsanstalt Altenhain gebaut wurde.
Am 23. April 1945 wurde die MUNA von der Roten Armee eingenommen. Noch vorhandene Munitionsteile wurden in den Folgejahren im nördlicher gelegenen Torgau zu Gebrauchsgegenständen umgearbeitet (siehe Fotos).
In den 1950er Jahren wurde das ehemalige MUNA-Gelände zunächst von der Sowjetarmee genutzt und diente später der NVA als Artillerie-Munitionslager.
Zum Ende der 1990er Jahre erfolgte ein partieller Rückbau der Gebäude, Bunker und des Bahnanschlusses, sodass das Gelände heute nurmehr 20 Hektar umfasst.

## Heute
Seit dem 26. September 2003 steht das Gelände der Kampfmittelzerlegeeinrichtung (KMZE) des Freistaates Sachsen mit 25 Mitarbeitern zur Verfügung. Die 18 erhaltenen Lagerbunker werden weiterhin genutzt. Falls Findlingsmunition oder Blindgänger eintreffen, die sich nicht ohne Gefahr umzusetzen, zerlegen oder unschädlich machen lassen, werden diese auf dem nördlich angrenzenden ehemaligen Truppenübungsplatz Zeithain kontrolliert zur Detonation gebracht. Dies geschieht etwa ein bis zwei Mal im Jahr.